# Rifugio Guglielmina
Il rifugio Guglielmina è stato un rifugio situato nel comune di Alagna Valsesia (VC), in Valsesia, nelle Alpi Pennine, a 2880 m s.l.m., costruito sulle pendici del Monte Rosa.

## Storia
Il rifugio è stato inaugurato il 21 agosto 1878 ed è stato chiuso dal 1959 al 1993, quando è stato nuovamente inaugurato. Il 22 dicembre 2011 è stato devastato da un incendio di grandi dimensioni che ha causato anche il crollo di una parte della struttura dell'edificio.
 I proprietari hanno reso noto che non verrà ricostruito.

## Caratteristiche
Il rifugio era situato ad est del Col d'Olen, sfiorato dalle piste da sci del Monterosa Ski. Disponeva di 40 posti letto e l'apertura avveniva da dicembre ad aprile e da metà giugno a metà settembre.

## Accesso
Si può raggiungere ciò che resta del rifugio prendendo le funivie che portano al Passo dei Salati e da lì arrivarci in 10 minuti di cammino.

## Escursioni
Dal rifugio si può salire al Corno del Camoscio (3024 ms.l.m.), scendere verso Alagna Valsesia o Gressoney-La-Trinité e salire al rifugio città di Mantova e alla Capanna Giovanni Gnifetti.